# (5427) Jensmartin
(5427) Jensmartin (1986 JQ) – planetoida z pasa głównego asteroid okrążająca Słońce w ciągu 2,69 lat w średniej odległości 1,93 j.a. Odkryta 13 maja 1986 roku.